# Diocesi di Ala Miliaria

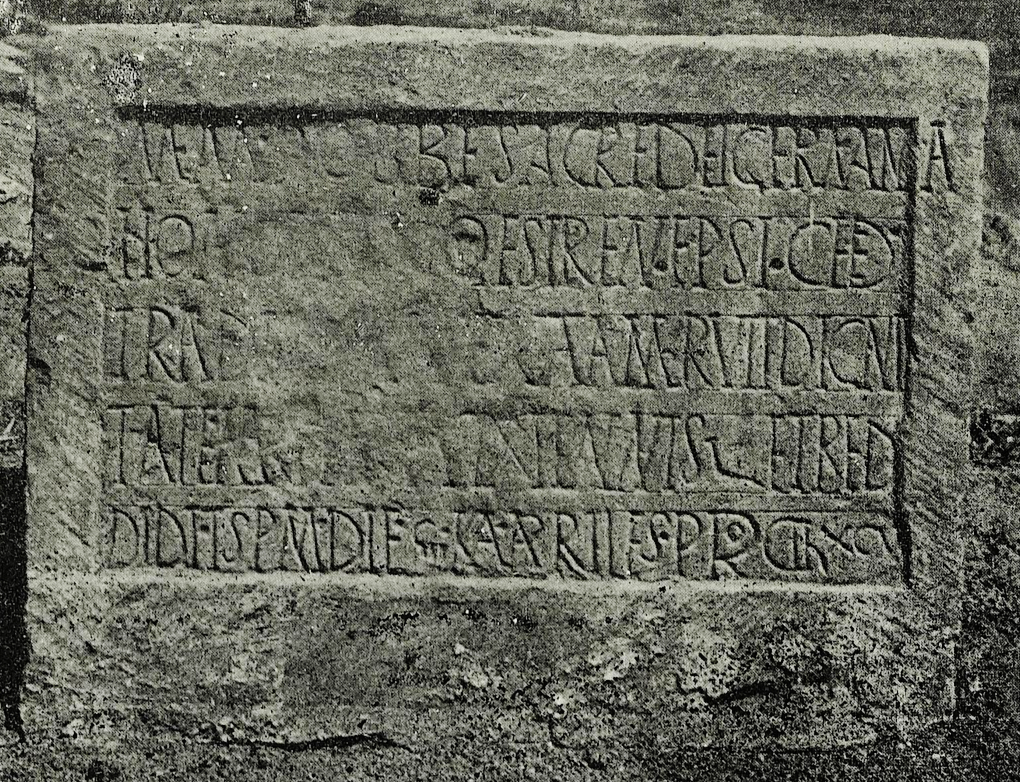
Epitaffio della martire donatista Robba (†434).

La diocesi di Ala Miliaria (in latino: Dioecesis Alamiliarensis) è una sede soppressa e sede titolare della Chiesa cattolica.

## Storia
Ala Miliaria, identificabile con Beniane (provincia di Mascara) nell'odierna Algeria, è un'antica sede episcopale della provincia romana della Mauritania Cesariense.
Sono quattro i vescovi conosciuti di questa antica diocesi africana. Il vescovo Mensio appare al 33º posto nella lista dei vescovi della Mauritania Cesariense convocati a Cartagine dal re vandalo Unerico nel 484; Mensio, come tutti gli altri vescovi cattolici africani, fu condannato all'esilio.
Gli altri vescovi sono noti grazie alle indagini e agli scavi archeologici d'inizio Novecento. Il nome di Nemessano, forse vescovo donatista, è stato restituito dal suo epitaffio, che riporta anche il nome della sorella Iulia Geliola; morì il 22 dicembre, forse dell'anno 422, a 60 anni, dopo 18 anni di governo pastorale. Un altro epitaffio riporta il nome del vescovo Donato, probabile vescovo donatista, morto a 80 anni, dopo l'anno 439. Si ritiene sia un vescovo anche l'anonimo personaggio, che «requievit in fide Evangelii», il cui nome è assente nell'epitaffio a lui dedicato.
Le indagini archeologiche, grazie alle numerose epigrafi, hanno portato alla conclusione che la città di Ala Miliaria era una roccaforte dei donatisti nella Mauritania Cesariense. La cattedrale donatista, come si evince dai reperti scoperti, fu distrutta da un incendio e mai più ricostruita. Tra gli epitaffi trovati in questa chiesa v'è anche quello della sacra dei Robba, sorella di Onorato, vescovo donatista di Acque Sirensi, martirizzata dai cattolici il 25 marzo 434 all'età di 50 anni.
Dal 1933 Ala Miliaria è annoverata tra le sedi vescovili titolari della Chiesa cattolica; dal 23 maggio 2000 il vescovo titolare è Rainer Klug, già vescovo ausiliare di Friburgo in Brisgovia.

## Cronotassi

### Vescovi residenti
- Nemessano † (404 - 422 deceduto)
- Donato † (? - dopo il 439 deceduto)
- Anonimo †
- Mensio † (menzionato nel 484)

### Vescovi titolari
- Nicola Laudadio, S.I. † (26 maggio 1964 - 1º aprile 1969 deceduto)
- Antoni Adamiuk † (6 giugno 1970 - 25 gennaio 2000 deceduto)
- Rainer Klug, dal 23 maggio 2000